# Прибац Хребелянович
Прибац Хребелянович (на сръбски: Прибац Хребрелановић, роден около 1300), е логотет на Стефан Душан.
Името на съпругата му е непознато, но синът му Лазар Хребелянович е роден през около 1329. Има две дъщери, едната от които с име Драгана.

## В двора на Стефан Душан
Прибац подкрепя Стефан Душан в конфликта с баща му, Урош III. Коронясан като цар, Душан не забравя Прибац и го кани в двора си. Прибац не бил много богат или влиятелен, но имал репутация на честен и уважаван човек.

## Прибац като логотет
Прибац получава титлата логотет на сръбския цар. Стефан Душан държи на него като способен съветник. Той е един от малкото благородници, които получават не само титла, но и владение, а именно град Прилепац, родното място на княз Лазар.

## Образованието на Лазар
Прибац се доказва като способен логотет, успявайки да осигури финансовите ресурси необходими за поддържане на войската и походите на Стефан Душан. Лазар заживява в двора от много ранна възраст и научава от баща си тънкостите в политиката и държавното управление.